# Saint-Floxel
Saint-Floxel – miejscowość i gmina we Francji, w regionie Normandia, w departamencie Manche.
Według danych na rok 1990 gminę zamieszkiwało 348 osób, a gęstość zaludnienia wynosiła 41 osób/km² (wśród 1815 gmin Dolnej Normandii Saint-Floxel plasuje się na 551. miejscu pod względem liczby ludności, natomiast pod względem powierzchni na miejscu 612.).